# Nallachius hermosa
Nallachius hermosa är en insektsart som först beskrevs av Banks 1913.  Nallachius hermosa ingår i släktet Nallachius och familjen Dilaridae. Inga underarter finns listade i Catalogue of Life.